# Districtul Tha Uthen
Tha Uthen (în thailandeză ท่าอุเทน) este un district (Amphoe) din provincia Nakhon Phanom, Thailanda, cu o populație de 57.926 de locuitori și o suprafață de 468,0 km².

## Componență
Districtul este subdivizat în 9 subdistricte (tambon), care sunt subdivizate în 112 de sate (muban).
| Nr. | Nume          | În thailandeză | Sate | Locuitori |
| --- | ------------- | -------------- | ---- | --------- |
| 01. | Tha Uthen     | ท่าอุเทน         | 07   | 5,132     |
| 02. | Non Tan       | โนนตาล         | 15   | 7,278     |
| 03. | Tha Champa    | ท่าจำปา         | 15   | 8,694     |
| 04. | Chaiburi      | ไชยบุรี          | 15   | 8,456     |
| 05. | Phanom        | พนอม           | 11   | 5,170     |
| 06. | Phathai       | พะทาย          | 14   | 4,679     |
| 11. | Woen Phra Bat | เวินพระบาท      | 10   | 5,980     |
| 12. | Ram Rat       | รามราช         | 17   | 8,371     |
| 14. | Nong Thao     | หนองเทา        | 08   | 4,166     |

Numerele lipsă sunt subdistricte (tambon) care acum formează Phon Sawan district.